# Gasparia nelsonensis
Gasparia nelsonensis là một loài nhện trong họ Toxopidae.
Loài này thuộc chi Gasparia. Gasparia nelsonensis được miêu tả năm 1970 bởi Raymond Robert Forster.